# Jubilee Street
Jubilee Street è un singolo del gruppo alternative rock australiano Nick Cave and the Bad Seeds, pubblicato nel 2013 ed estratto dall'album Push the Sky Away.

## Tracce
1. Jubilee Street – 6:35

## Video
Il videoclip della canzone è stato diretto da John Hillcoat e vede la partecipazione di Ray Winstone.